# ساکو سورهال آرنا
ساکو سورهال آرنا (انگلیسی: Saku Suurhall Arena) یک سالن ورزشی در شهر تالین، استونی است.
این سالن که مخصوص بسکتبال در نوامبر ۲۰۰۱ افتتاح شده برای مسابقات هاکی روی یخ و کنسرت‌های موسیقی نیز استفاده میشود. ساکو سورهال میزبان مسابقه آواز یوروویژن ۲۰۰۲ نیز بوده است.